# Agility
För andra betydelser, se Agil (olika betydelser).

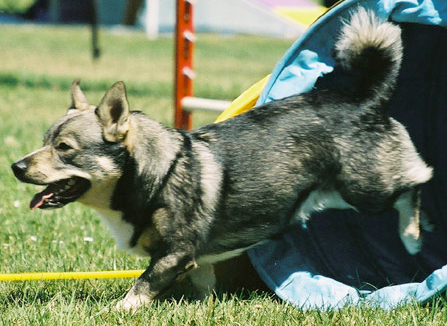
Västgötaspets i en agilitytävling.

Agility är en hundsport där hunden skall springa en hinderbana och forcera hindren i rätt följd och på rätt sätt och som vid tävlingar skall genomföras på tid. Sporten kom till Sverige från England 1985 med hjälp av Marie Hansson Mårtensson (författare och hundpsykolog). Den blev officiell 1 mars 1987.
I Sverige tävlar hundarna i fem olika storleksklasser: X-small, small, medium, large och x-large. I x-small-klassen kan hundar med en mankhöjd under 28 cm välja att tävla, i small tävlar de under 35 cm. Medium-klasserna gäller hundar som är från 35 cm och under 43 cm; hundar över 43 cm men under 50 cm kan välja att tävla large eller x-large. Hundar som är över 50 cm tävlar x-large. De hinder som ingår i agility är: balansbom, gungbräda, däck, tunnlar, slalom, bord (inte i nationella klasser), hopphinder, säck, A-hinder, viadukt/mur och långhopp. Sporten går ut på att så fort som möjligt forcera en hinderbana med så få fel som möjligt. Den hund som har minst fel och snabbast tid vinner. Det finns två olika klasser, hoppklass (utan kontaktfältshinder, det vill säga balansbom, gungbräda och A-hinder) och agilityklass (här kan alla hindertyper vara med). Domaren ritar banan och den ser olika ut från varje gång.

## Namn
Ordet kommer av engelskans agility ’snabbhet, rörlighet’. På engelska uttalas ordet /əˈdʒɪlɪti/, men på svenska är det allmänna uttalet med hårt g-ljud: /aˈgɪlɪtʏ/.

## Historik
Agilityns historia började i England år 1977, då Peter Meanwell tillfrågades om han kunde konstruera en hinderbana för hundar som ett pausprogram på utställningen ”The Cruft’s Dog Show”. Den första uppvisningen gick av stapeln i februari 1978. Responsen blev enorm, publiken älskade det. 1979 fick Agility officiell status och erkännande som en egen hundsport i England.

## Regler
- Hunden måste ta hindren i rätt ordning och från rätt håll, annars blir ekipaget diskvalificerat.

- Hunden får inte riva något hinder (5 fel).

- På kontaktfältshindren (A-hinder, balansen och gungbrädan) finns ett cirka 90 cm långt område i slutet av hindret som kallas för kontaktfält. Detta måste vidröras med minst en del av en tass. (5 fel per missat kontaktfält).

- Hunden får inte stanna upp eller snurra runt "inom hoppavstånd" från hindret den ska ta härnäst, och får inte heller springa förbi hindret (vägran).

- Hunden och föraren får aldrig röra vid varandra (5 fel, beröring). Tar föraren tag i hunden, blir ekipaget diskvalificerat.

- Smiter hunden iväg (exempelvis för att hälsa på hundar eller människor utanför banan) och vägrar komma tillbaka inom en viss tidsram, blir ekipaget diskvalificerat (ur förarens kontroll).

- Om hunden före eller efter sitt lopp smiter in på en tävlingsbana, blir den smitande hunden diskvalificerad.

- Om hunden uträttar sina behov inne på banan blir ekipaget diskvalificerat.

- Föraren får inte ha någon synlig belöning eller hålla något i handen under loppet, men får uppmuntra hunden med rösten och kroppsspråket så mycket som föraren önskar.

## Klasser
Klasserna delas in i hopp- respektive agilityklass. I agilityklass kan alla hinder vara med. I hoppklass saknas balanshindren. I både hopp- och agilityklass finns det tre olika svårighetsklasser: klass I (den enklaste), klass II och klass III (den svåraste). För att klassa upp sig från klass I till klass II behövs tre uppflyttningspinnar. En uppflyttningspinne erövrar man om man gör ett felfritt lopp (inga hinderfel och med en tid under den av domaren bestämda referenstiden) och hamnar bland de 15 procent bästa ekipagen i klassen. För att klassa upp sig till klass III från klass II, krävs också tre pinnar, och man erövrar pinnar genom att placera sig bland de 10 procent bästa i resultatlistan.
Uppklassning från klass I till klass II och klass II till klass III är frivillig. Ekipage som stannar i klassen kan erhålla diplom. Diplom (AgHD I, AgHD II, AgD I, AgD II) utdelas vid 5 erövrade pinnar i agility- respektive hoppklass.
I klass III kan hunden utöver SM-pinnar (som delas ut till de 15% bäst placerade i klassen) även få svenskt agilitycertifikat. Certifikat tilldelas vinnande hund, men kan vandra ner till placering inom 10 procent av de främsta i klassen, om de högre placerade hundarna redan är fullcertade. Hundar som inte är stambokförda hos Svenska Kennelklubben tävlar om certifikatresultat. Tre certifikat ger ett Svenskt agilitychampionat (SE AgCh), respektive Svenskt hoppchampionat (SE Ag(Hopp)Ch). Tre certifikatresultat ger titeln Agilitydiplom, AgD III i agilityklass och AgHD III i hoppklass. Vidare kan man ta internationella championat och certifikat (CACIAG) på internationella tävlingar som anordnas i Sverige.

## Hinder

### Balanshinder
- A-hinder
- Balansbom
- Gungbräda

### Hopphinder
- Hopp/oxer
- Mur/viadukt
- Däck
- Långhopp
- Bord (ingår inte i de svenska agilityreglerna)

### Övriga hinder
- Slalom
- Tunnel
- Platt tunnel

## Träning
Agilityträningen börjar med inlärning av de olika hindertyperna; att lära hunden ta sig över/genom hindren är den lätta delen. Merparten av agilityhundens karriär tränas den i hindersäkerhet och "handling", där det senare är kommunikationen om vägen från ett hinder till ett annat.

## Raser
Agility är en av de hundsporter där blandraser får delta, med den enda restriktionen att de inte får vara med i VM eller NM. Från och med 1 januari 2008 måste blandraser ha en tävlingslicens utfärdad av SKK för att få tävla.

## Övrigt
I agility får både unga och gamla personer tävla. Från 7-åringar till 75-åringar förekommer. Hunden måste vara minst 18 månader gammal. I Sverige anordnas varje år flera olika mästerskap, till exempel U-SM för ungdomar, klubbmästerskap på lokalklubbar och SM. Svenska Agilityklubben skickar dessutom ett svenskt landslag till nordiska mästerskapen, europeiska öppna mästerskapet och världsmästerskapet.